# Dactylopodella clypeata
Dactylopodella clypeata är en kräftdjursart som beskrevs av Georg Ossian Sars 1911. Enligt Catalogue of Life ingår Dactylopodella clypeata i släktet Dactylopodella och familjen Pseudotachidiidae, men enligt Dyntaxa är tillhörigheten istället släktet Dactylopodella och familjen Thalestridae. Arten har ej påträffats i Sverige. Inga underarter finns listade i Catalogue of Life.